# Langues eurasiatiques
Les langues eurasiatiques sont une hypothétique superfamille de langues postulée par Joseph Greenberg, et qui regrouperait diverses familles de langues parlées en Eurasie :
- les langues indo-européennes
- les langues ouraliennes, desquelles Greenberg rapproche le youkaguir
- les langues altaïques, famille elle-même de validité et d'extension controversée, comprenant au sens de Greenberg :
  - les langues turques
  - les langues mongoles
  - les langues toungouses

- le coréen, de classification incertaine, inclus par certains linguistes dans les langues altaïques
- les langues japoniques, de classification incertaine, incluses par certains linguistes dans les langues altaïques et austronésiennes
- l'aïnou, généralement considéré comme un isolat
- le nivkhe ou guiliak (autre isolat)
- les langues tchouktches-kamtchadales
- les langues eskimo-aléoutes.

À noter qu'il regroupe les langues japoniques, le coréen et l'aïnou dans une même sous-branche. L'hypothèse des langues eurasiatiques peut être incluse ou alternative à celle des langues nostratiques. Cependant, la possibilité même de démontrer la validité de regroupements généalogiques aussi vastes et anciens est mise en doute par de nombreux linguistes.